# Agathis extinctor
Agathis extinctor är en stekelart som beskrevs av Papp 1971. Agathis extinctor ingår i släktet Agathis och familjen bracksteklar. Inga underarter finns listade i Catalogue of Life.